# Gao Wan
Gao Wan (chinesisch 高湾, Pinyin Gāo wān; * 24. August 1987) ist ein ehemaliger chinesischer Tennisspieler.

## Karriere
Gao spielte nur sehr wenige Matches auf der ITF Junior Tour. Stattdessen trat er ab 2006 regelmäßiger auf der dritthöchsten Profiserie, der ITF Future Tour an. In diesem Jahr konnte er sich das erste Mal in der Tennisweltrangliste platzieren. 2007 spielte er in der Qualifikation des ATP-Tour-Events in Peking das erste Mal außerhalb von Futures. Im Doppel bekam er sogar eine Wildcard für das Hauptfeld, in dem er mit seinem Landsmann Li Zhe antrat. Gegen die Paarung aus Rik De Voest und Ashley Fisher konnten sie bei der Zweisatz-Niederlage nur einen Spielgewinn verzeichnen.
In den Jahren 2008 und 2009 fiel er zeitweise aus der Weltrangliste, da er zum Teil monatelang keine Turniere spielte. Im September 2008 gewann er im Doppel seinen ersten Future-Titel. Ebenfalls 2008 kam Gao zu seinem einzigen Einsatz für die chinesische Davis-Cup-Mannschaft, als er im unbedeutenden fünften Match unterlag. Sein zweiter und letzter Einsatz auf der World Tour beim Shanghai Masters verlief ähnlich wie sein erster. Mit Yu Xinyuan verlor er gegen Julian Knowle und Jürgen Melzer.
2010 stand er mit Platz 829 am höchsten in der Weltrangliste im Einzel, wo er fortan seltener antrat. Im Doppel kämpfte er sich Ende 2010 nach zwei weiteren Titeln bis auf Platz 501 der Welt. 2011 in Toyota folgte sein größter Erfolg. Mit seinem Zwillingsbruder Gao Peng als Partner konnte er dort das Finale eines Challengers erreichen. Dort verloren sie mit 4:6, 1:6 gegen das Duo aus Hiroki Kondō aus Japan und Yi Chu-huan aus Taiwan. Einen Titel 2012 sowie vier Titel 2013 konnte er mit Gao Peng im Doppel noch gewinnen. Die höchste Platzierung der Weltrangliste mit Platz 319 erreichte er am 23. April 2012. Zuvor hatte er das Jahr 2011 auf Platz 370 abgeschlossen, was seine beste Position am Jahresende darstellt. Nach nur drei Future-Turnieren, beendete er im März 2014 seine Tenniskarriere.